# Гнидюк, Николай Акимович
Николай Акимович Гнидюк (род. 25 декабря 1918, село Новая Выжва — 30 декабря 1976, Львов) — украинский советский партизан, государственный деятель, писатель-драматург.

## Биография
Родился в бедной крестьянской семье. Окончил сельскую школу, работал в сельском хозяйстве. Активно участвовал в советском революционном движении на Волыни.
После сентября 1939 окончил курсы помощников паровозных машинистов, работал помощником машиниста паровоза депо станции Ковель Ровенской области.
С 1941 года — помощник машиниста паровоза на Юго-Западной, Одесской железных дорогах и на станции Пенза в РСФСР.
В 1942 году добровольцем поступил на курсы парашютно-десантных разведчиков. После окончания курсов был переброшен в партизанский отряд Дмитрия Медведева, действовавшего на территории Ровенской, Волынской и Львовской областей. Участник Великой Отечественной войны.
С 1944 по 1948 г. работал в органах государственной безопасности и внутренних дел СССР на Западной Украине.
Член ВКП(б) с 1947 года.
В 1950 году окончил Львовскую двухлетнюю высшую партийную школу.
С 1950 года — на ответственной советской и партийной работе в Рава-Русском и Щирецком районах Львовской области. До 1955 года — председатель исполнительного комитета Каменско-Бугского районного совета депутатов трудящихся Львовской области.
В 1955 — январе 1963 года — 1-й секретарь Сокальского районного комитета КПУ.
Делегат XXII съезда КПСС.
Окончил заочно Высшую партийную школу при ЦК КПСС.
В 1963—1964 — заместитель председателя Львовского сельского облисполкома. В 1964—1969 — заместитель председателя, в 1969—1976 — 1-й заместитель председателя Львовского облисполкома.
С января 1976 года — на пенсии.
23 апреля — 30 декабря 1976 года — начальник Львовского областного управления по делам издательств, полиграфии и книжной торговли.
Умер после продолжительной тяжелой болезни 31 декабря 1976 года, похоронен на Лычаковском кладбище Львова.
Член Союза писателей СССР с 1969 года. Автор документальных повестей «Прыжок в легенду» (1964, 1969), «О чём звенели рельсы» (1969), «Если ты коммунист» (1968), ряда очерков.

## Награды
- три ордена Трудового Красного Знамени
- орден «Знак Почёта»
- орден Красной Звезды
- медали
- Почетная грамота Президиума Верховного Совета УССР (10.01.1969)
- польский орден «Партизанский крест»